# Giải đua ô tô Công thức 1 Canada 2008
Giải đua ô tô Công thức 1 Canada năm 2008 là chặng đua thứ bảy của giải vô địch thế giới Công thức 1 năm 2008. Giải được tổ chức từ ngày 6 đến ngày 8 tháng 6 năm 2008.